# Le Diable à quatre

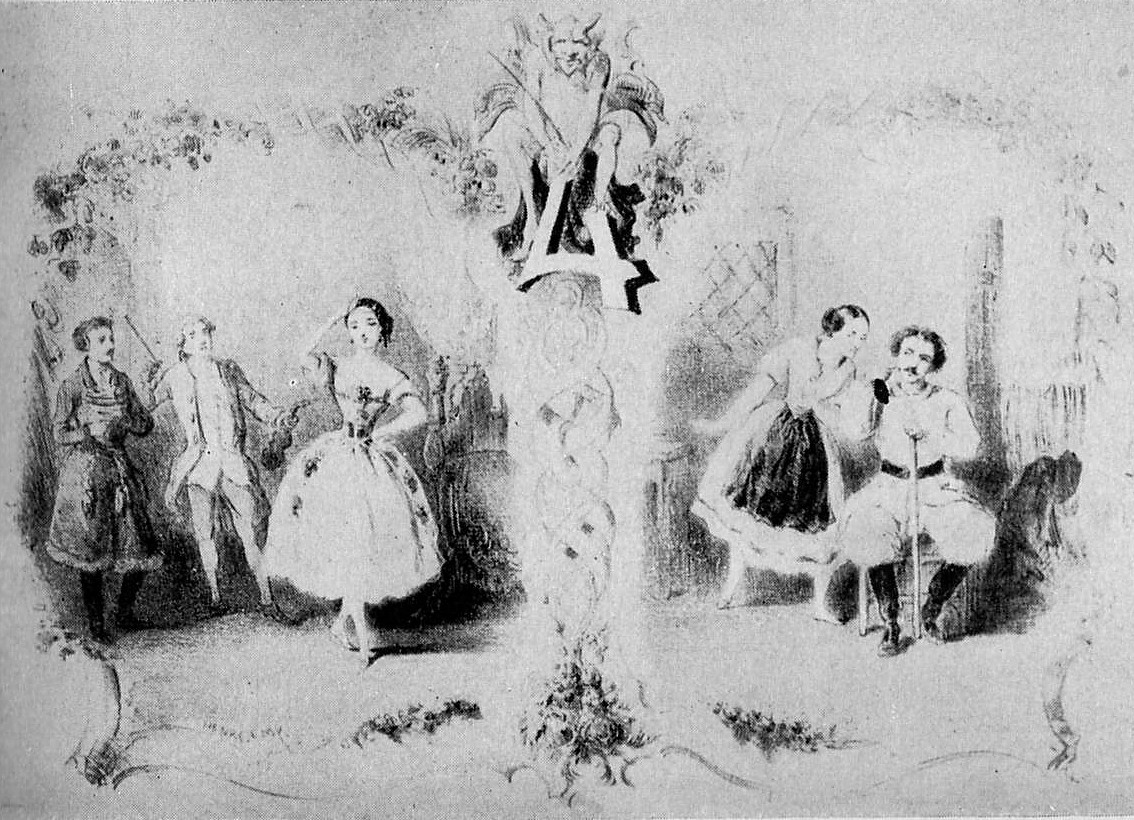
Le Diable à quatre (1845).
Da sinistra a destra: Lucien Petipa, Jean Coralli, Carlotta Grisi, Maria Mazilier et Joseph Mazilier

Le Diable à quatre è un balletto-pantomima in due  atti (o in tre atti). di Joseph Mazilier e Adolphe de Leuven, su musica di Adolphe Adam, rappresentato l'11 agosto 1845 all'Opéra de Paris (sito all'epoca in rue Le Peletier). Joseph Mazilier ne curò la coreografia; le scenografie furono realizzate da Pierre-Luc-Charles Cicéri, Charles Séchan, Jules Dieterle e Édouard Desplechin. Alla sua creazione, il balletto venne interpretato da Carlotta Grisi nella parte di Mazourka, da Joseph Mazilier nella parte del panieraio Mazourki, da Jean Coralli nella parte del mago, da Lucien Petipa, nella parte del conte Polinski e da Maria Mazilier, nella parte della contessa Berthe Polinski.

## Trama
La vicenda si svolge in Polonia: la contessa Berthe Polinsky ha un caratteraccio ed è così capricciosa e scorbutica, da  meritarsi il soprannome di « diavolo a quattro ». Con i suoi modi bruschi e privi di creanza, si ritrova a far cadere un vecchio, il quale viene poi soccorso dalla moglie di un panieraio. Si tratta in realtà di un mago che decide di punire con un incantesimo la contessa e di premiare invece la buona donna che l'ha aiutato, invertendo la loro posizione sociale: la contessa si ritrova sposata con il panieraio Mazourki, mentre la moglie di questi, la caritatevole Mazourka, diviene contessa.  
Questo scambio si presta a diverse situazioni comiche, in cui ognuna delle due protagoniste prova impaccio nelle vesti dell'altra. In una scena, viene contrapposto proprio il diverso modo di danzare delle due, preso come simbolo di status sociale: la contessa, danzando in modo ampolloso e compassato, tedia il panieraio, suo nuovo marito, al punto di farlo addormentare, mentre Mazourka trova difficoltà a reprimere le sue movenze spontanee e vivaci per adeguarsi all'etichetta che le viene insegnata da un maestro di danza. Lo scambio dura l'arco di una giornata, finita la quale l'incantesimo svanirà, rimettendo ognuna delle due donne al suo posto.
Nell'opera, Carlotta Grisi, che era nota al pubblico parigino per la sua interpretazione del romanticissimo personaggio di Giselle, ebbe occasione di sfoggiare doti di interprete comica, riscuotendo un grande successo anche per le sue esibizioni virtuosistiche e spettacolari sulle punte.

## Opere precedenti aventi lo stesso argomento
L'argomento del balletto è stato tratto da Adolphe de Leuven e Joseph Mazilier da una commedia inglese di Thomas Jevon, che in passato aveva già ispirato varie forme di rappresentazioni. Il tema dello scambio delle parti è stato sempre un classico, ricco di spunti in tutte le arti (dalle commedie di Plauto e Molière, al romanzo Il principe e il povero di  Mark Twain,  in ultimo al film Una poltrona per due). Il fatto che lo scambio costituisca una punizione e sia quindi un'occasione di ravvedimento per il personaggio antipatico è anch'esso un elemento chiave del successo di varie trame analoghe, rispondendo ad un insito bisogno di rivalsa e di giustizia sociale degli spettatori.
Proprio per il successo riscosso, questo soggetto venne realizzato e prodotto in più riprese, su musiche di diversi compositori, e fu una delle “opéra-comique” più rappresentate della seconda metà del settecento.
In particolare, nel  1731 venne adattata come ballad opera da  Charles Coffey con il titolo di The Devil to Pay or The Wives Metamorphosed. 

Nel 1756, lo stesso soggetto venne poi rappresentato in forma di opéra-comique (Le Diable à quatre ou la Double Métamorphose)  da Michel-Jean Sedaine alla Fiera di Saint Laurent..
.

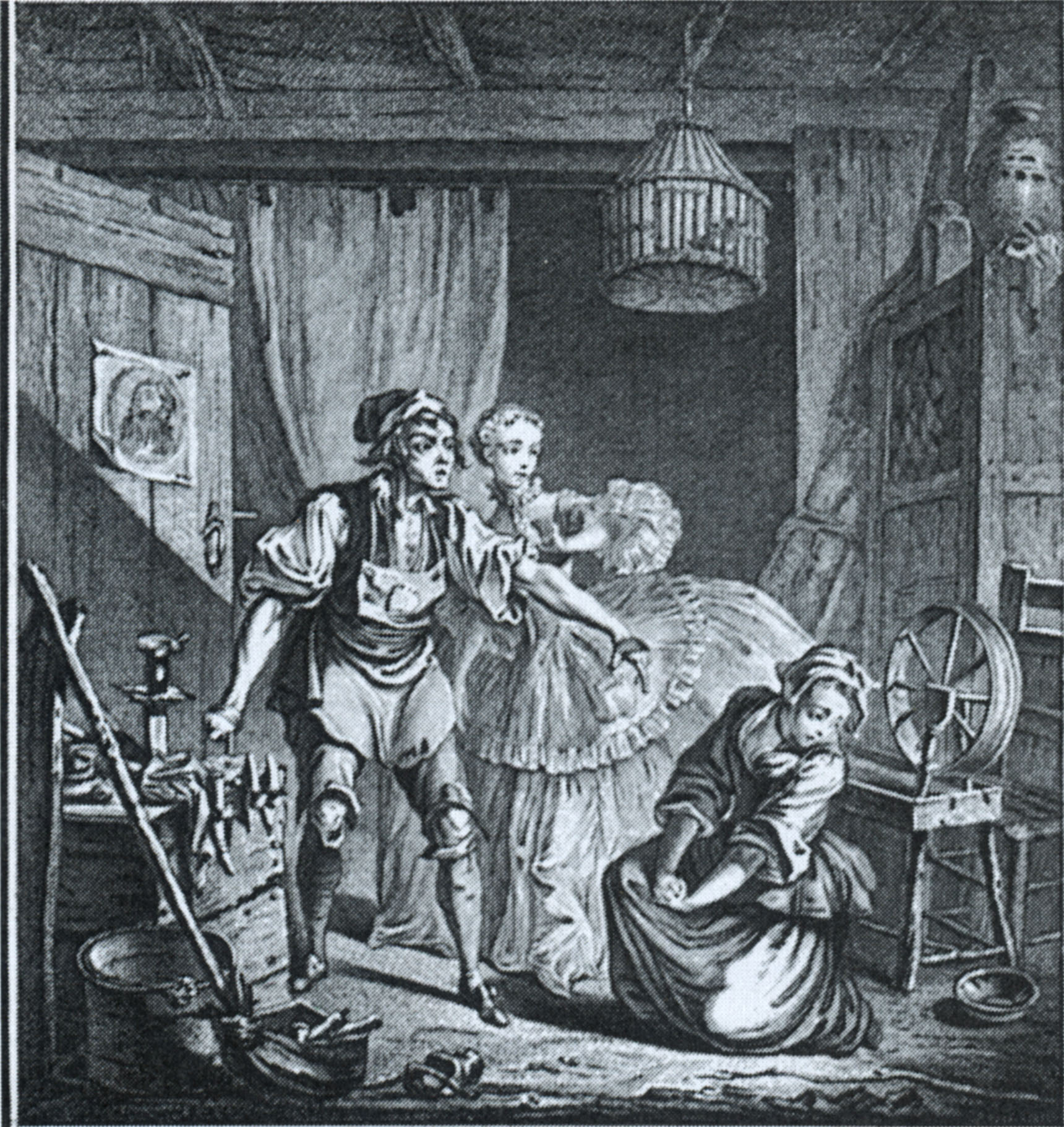
Le diable à quatre, libretto di Michel-Jean Sedaine 1756

Nel  1825, Charles Didelot realizzò per il Teatro impériale di San Pietroburgo la coreografia  di un balletto comico, Full Satan ou la Leçon du magicien (Сатана со всем прибором, или Урок чародея), nel quale, per uno scambio magico di ruoli, la contessa Alberte (impersonata dall'attrice  e ballerina Avdot'ja Il'inična Istomina), nota per il suo carattere capriccioso, si trasforma nella moglie di un calzolaio.

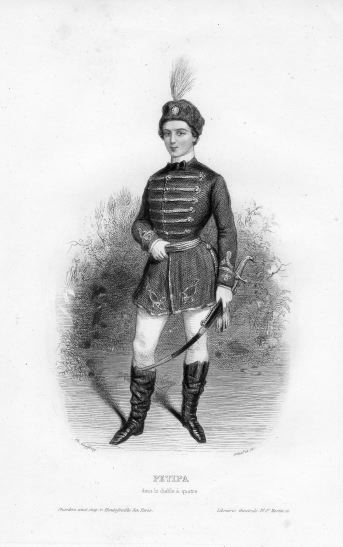
Lucien Petipa nel ruolo del Conte Polinski 1845 – costume di Paul Lormier

## Significato del titolo
Il titolo, tradotto in italiano, significa Il diavolo a quattro, "Fare il diavolo a quattro" significa fare grande agitazione e confusione. 
Questa espressione ha origine antica e controversa.
È probabile che trovi la sua fonte nelle rappresentazioni sacre del teatro medievale, le quali mettevano in scena sia le figure di santi che quella del diavolo.
All'interno dei "Misteri" medievali rappresentati sul sagrato delle chiese, e di argomento serio, venivano rappresentati degli intermezzi dai risvolti comici, denominate Diableries (diavolerie) in cui i diavoli si scatenavano nel tormentare in mille modi gli umani.
Secondo una prima interpretazione, il detto si riferirebbe al fatto che queste rappresentazioni potevano avere un massimo di quattro attori.
Una seconda interpretazione fa riferimento al fatto che, sempre in queste opere, il diavolo avesse sempre con sé quattro attendenti.
Un'altra versione ancora fa richiamo ai frequenti cambi di costume resi necessari dalle numerose apparizioni del Diavolo con sembianze diverse. Ciò rendeva necessario ricorrere a ben quattro diversi attori. Proprio questo notevole dispiego di energie avrebbe generato l'espressione Fare il diavolo a quattro, cioè darsi da fare, in senso lato, per scopi non positivi e manifestandosi in modo eclatante e chiassoso come appunto il personaggio del Diavolo nelle sue apparizioni sceniche.
Un'ultima interpretazione ritiene che l'espressione sia lo sviluppo di un altro modo di dire francese più antico, Faire le diable deux, cioè Fare due diavoli da uno solo, che significa in questa lingua aggravare con ulteriori misfatti una cattiva azione, raddoppiandone quindi gli effetti negativi.
È possibile anche che si sia creata nell'uso comune una certa confusione con il detto Farsi in quattro, che indica appunto grande impegno, ma in questo caso per scopi positivi.